# Conothorax
Conothorax är ett släkte av skalbaggar. Conothorax ingår i familjen vivlar.
Kladogram enligt Catalogue of Life:
| Conothorax | \| \| Conothorax albonotatus \| \| \| \| \| \| Conothorax luctuosus \| \| \| \| |
|            | \| \| Conothorax albonotatus \| \| \| \| \| \| Conothorax luctuosus \| \| \| \| |
|            | Conothorax albonotatus                                                          |
|            |                                                                                 |
|            | Conothorax luctuosus                                                            |
|            |                                                                                 |